# Кондратьевский проспект
Кондра́тьевский проспект — одна из центральных магистралей Калининского района Санкт-Петербурга. Проходит от Арсенальной улицы до проспекта Мечникова.

## История названия
В XIX веке по фамилии владельца усадьбы «Полюстрово» графа А. Г. Кушелева-Безбородко проспект получил название Безбородкинский или Безбородкин. 26 декабря 1918 года проспект был переименован в честь комиссара времён гражданской войны Александра Кондратьева (1900—1918, похоронен на Богословском кладбище). На доме № 1 установлена мемориальная доска, а в сквере у дома в 1958 году был установлен памятник. До 1925 года название проспекта существовало в форме проспект Кондратьева.

## История
Проспект был проложен во второй половине XVIII века при благоустройстве территории усадьбы «Полюстрово».
В 1901—1902 годах на углу Безбородкинского проспекта и Тимофеевской улицы (ныне улица Ватутина) была построена часовня св. Александра Невского (архитектор Ю. К. Рейнер). Разрушена в 1930-х годах.
В 1928—1931 годах на участке, ограниченном Кондратьевским проспектом, улицей Жукова, Чичуринским переулком и Полюстровским проспектом, был построен Кондратьевский жилмассив.
В 2001 году на участке Кондратьевского проспекта от Арсенальной улицы до улицы Жукова вдоль трамвайных путей уложили опытное покрытие из железобетонных плит. В 2022 году его заменили асфальтом.
Прежде через Кондратьевский проспект существовали два железнодорожных переезда — у дома № 12 (путь шел на завод «Красный выборжец») и у дома № 38 (путь шел на Ленинградский металлический завод). В начале 2010-х годов был убран переезд у дома № 12, а в 2022 году — у дома № 38 в рамках ремонта проезжей части.

## Достопримечательности и городские объекты
В южной части вдоль проспекта расположены зоны промышленной застройки заводов «Свердлов», «Красный Выборжец» и «ЛМЗ».
- Дом № 1 — бывший доходный дом фон Дерфельден (А. И. Пшонкина), построен в 1906 году[3]. Архитектор — Л. В. Богусский.

- Дом № 3 корп. 3 — Инструментальные мастерские механического и машиностроительного завода «Феникс», построены во второй половине XIX — начале XX века.  памятник архитектуры (вновь выявленный объект)[4]
- Дом № 7 (улица Ватутина, д. № 8) — доходный дом Г. Ф. Морозова. Построен в 1911 году архитектором Д, Г. Фомичёвым в стиле неоклассицизма.
- Дом № 13 — «ЛМЗ». Корпус АО «Силовые машины».
- Дом № 14 (улица Ватутина, д. № 10) — доходный дом М. С. Михайлова, построен в 1900 году. Архитекторы — А. П. Сосков и О. Л. Игнатович. Стиль — эклектика. В 1915—1916 годах здесь находилось открытое по инициативе А. М. Горького отделение рабочего университета.
- Дом № 15 — здание ремесленного училища Русского Технического общества. Построено в 1906 году, автор — гражданский инженер Р. А. Берзен.  памятник архитектуры (вновь выявленный объект)[4]
- Дом № 16 (улица Ватутина, д. № 11) — доходный дом, построен в 1900—1901 годах. Архитектор — Л, В. Богусский. Стиль — эклектика.
- Дом № 23 (улица Жукова, д. № 20) — бывший доходный дом, построенный в 1911 году по проекту Ф. А. Лыхина[3].
- Дом № 25 — здание бывшей богадельни и детского убежища им. Н. и М. Козьминых, построено в 1902—1903 годах, архитектор Н. Н. Еремеев. Жилой дом во дворе был построен в 1911 году, архитектор М. Ф. Еремеев[3].
- Дом № 26 — доходный дом Ф. Ф. Николаи, построен в 1906—1907 годах. Архитектор — Леон Богусский, стиль — модерн. В состав имения Николаи входили несколько деревянных флигелей и дом № 30, лит. А — двухэтажный флигель 1913 года постройки, также работы Богусского[5]. Хотя здание входило в границы охранной зоны Петербурга, где запрещён демонтаж любых дореволюционных построек, в конце декабря 2021 года его снёс «Вторметпласт» по заказу ООО «Капстрой-СПб». Флигель находился в пользовании местного ГИБДД до начала 2010-х, затем был заброшен. Как заявили представители КГИОП, флигель был признан аварийным и разрешён к сносу ещё до включения в охранную зону[6][7][8].
- Дом № 32 (Минеральная улица, д. № 2) — доходный дом. Левая часть — архитектор Л. В. Богусский (1912), правая часть — архитектор В. В. Шауб (1911). Стиль — модерн.
- Дом № 40 (несколько жилых корпусов и Калининский универмаг) — Кондратьевский жилмассив, построен в 1929—1931 годах по проекту архитекторов Г. А. Симонова и И. Г. Капцюга, планировка квартала — архитекторы Т. Д. Каценеленбоген и Л. М. Тверской.  памятник архитектуры (вновь выявленный объект)[4]
- Дом № 44 — кинотеатр «Гигант», построен в 1934—1936 годах по проекту архитекторов А. И. Гегелло и Д. Л. Кричевского. С 7 июля 2023 года — памятник архитектуры регионального значения[9].
- Дом № 83 — Музей подводных сил России.
- Дом № 87 — здание бывшей богадельни Общества вспоможения приказчикам и сидельцам, построено в 1901 году по проекту инженера Н. В. Никитина. При богадельне была церковь Воскресения Христова (закрыта в марте 1924 года). Сейчас в здании размещается 21-й отдел полиции.  памятник архитектуры (вновь выявленный объект)[4]

## Транспорт
По Кондратьевскому проспекту проложена троллейбусная линия, которой пользуются маршруты:
- № 3 (Балтийский вокзал — улица Маршала Тухачевского);
- № 8 ( Ручьи —  Балтийский вокзал);
- № 18 ( Ручьи —  Лесная — площадь Академика Климова);
- № 38 (Финляндский вокзал — Суздальский проспект; проходит через весь проспект);
- № 43 (Финляндский вокзал —  улица Дыбенко — к/ст. Река Оккервиль).

Трамвайный маршрут:
- № 23 (Финляндский вокзал — проспект Солидарности).

Автобусные маршруты:
- № 28 (Финляндский вокзал — Белорусская улица);
- № 37 (Финляндский вокзал — Белорусская улица);
- № 105 (Московский вокзал — станция «Пискарёвка»);
- № 106 (Финляндский вокзал — станция «Пискарёвка»);
- № 107 (Финляндский вокзал — станция «Пискарёвка»);
- № 133 (Финляндский вокзал — станция «Ручьи»);
- № 137 (Белоостровская улица — станция «Пискарёвка»);
- № 176 (Финляндский вокзал — Суздальский проспект);
- № 183 (Проспект Маршака —  Ладожская);
- № 222 ( Удельная —  Ладожская);
- № 230 (Уральская улица — станция «Пискарёвка»);
- № 234 (Финляндский вокзал — Река Оккервиль);
- № 237 (Новоколомяжский проспект — станция «Ручьи»);
- № 271 ( Ладожская — Толубеевский проезд).

## Пересечения
Кондратьевский проспект примыкает или пересекает (с юга на север) следующие улицы:
- Арсенальная улица;
- улица Ватутина;
- Минеральная улица;
- улица Жукова;
- Полюстровский проспект;
- площадь Калинина;
- улица Васенко;
- проспект Металлистов;
- проспект Маршала Блюхера;
- Герасимовская улица;
- Бестужевская улица;
- Сибирская улица;
- проспект Мечникова.

## Перспективы
С 1980-х годов существует план продолжения проспекта далее на север до проспекта Непокорённых с устройством путепровода через железную дорогу на участке между станциями Кушелевка и Пискарёвка.